# Matadepera (ort)
Matadepera är en ort i Spanien.   Den ligger i provinsen Província de Barcelona och regionen Katalonien, i den östra delen av landet, 500 km öster om huvudstaden Madrid. Matadepera ligger 432 meter över havet och antalet invånare är 7 970.
Terrängen runt Matadepera är kuperad norrut, men söderut är den platt.Runt Matadepera är det mycket tätbefolkat, med 3 494 invånare per kvadratkilometer. Närmaste större samhälle är Terrassa, 3,7 km söder om Matadepera. Runt Matadepera är det i huvudsak tätbebyggt.